# Hudsonia (plante)
Pour les articles homonymes, voir Hudsonia.
Genre
Hudsonia est un genre de plantes de la famille des Cistaceae. 

## Liste des espèces
Selon ITIS (16 octobre 2016) :
- Hudsonia ericoides L.
- Hudsonia montana Nutt.
- Hudsonia tomentosa Nutt.

Selon NCBI (16 octobre 2016) :
- Hudsonia tomentosa - Hudsonie tomenteuse

Selon Tropicos (16 octobre 2016) (Attention liste brute contenant possiblement des synonymes) :
- Hudsonia ericoides L.
- Hudsonia intermedia Erskine
- Hudsonia montana Nutt.
- Hudsonia ×spectabilis Morse
- Hudsonia tomentosa Nutt.